# Осіка-де-Жос (комуна)
Осіка-де-Жос (рум. Osica de Jos) — комуна у повіті Олт в Румунії. До складу комуни входять такі села (дані про населення за 2002 рік):
- Бобу (276 осіб)
- Осіка-де-Жос (1506 осіб)

Комуна розташована на відстані 146 км на захід від Бухареста, 21 км на південь від Слатіни, 38 км на схід від Крайови.

## Населення
У 2009 року у комуні проживали 1686 осіб.